# Йосиф Волф
Йосиф Волф (нем. Joseph Wolff) (1795 – 2 май 1862 г.), роден в Weilersbach (Бамберг), Германия, е евреин, който още в младините си приема християнството и става по-късно известен като един от най-великите мисионери след апостол Павел.
Той бил син на еврейски равин. Още като юноша се интересувал за християнството – изучавал християнска литература и станал католик. Жаден за наука Волф заминал за Рим, където папа Пий VII го приел много любезно и му отпуснал църковна стипендия за да продължи следването си. В Рим Волф скоро влязъл в конфликт със своите съученици и с някои от професорите. Между тях се породил спор по някои точки от католическото вероучение, които неговия здрав разум не бил склонен да приеме. Волф добре познавал Св. Писание и виждал, че католическото учение е в противоречие с Него. Един ден по време на закуската, между Волф и приятелите му започнал следния разговор:
- Волф, ти знаеш ли, че папата е Бог? – казал един от тях.
- Как се осмелявате да говорите подобно нещо? Папата е пръст, земна пръст, както всички други хора – отговорил младия Волф.
При един друг случай по време на класно занимание, Волф заявил, че църквата няма право да изгаря хора (езичници):
- Докажи това! – извикал преподавателят.
- Заповедта гласи: „Не убивай!“ – бил отговора на Волф.
- Нима – възразил учителя – пастира не трябва да убие вълкът, когато грабне от кошарата овците му?
- Човекът не е животно – отговорил Волф.
Недоразуменията между него и католическите свещеници се изострили много и Волф решил да се завърне в Англия. Тук следвал 2 години в Кеймбридж, а после подпомогнат материално от Хенри Дръмонд, заминал за Близкия изток, като мисионер между евреите. По това време още не бил запознат с адвентната вест. След 5 години пак се завърнал в Англия. Тук влязъл във връзка със Едуард Ървинг и с други изследователи на пророчествата. Въз основа на направените от тях проучвания и след своя собствена проверка, относно правилността на тълкуванието на книгата на Даниил и там 8:9-14, той дошъл до заключение, че Христос трябва скоро да дойде, вероятно към 1847 година.
В продължение на 24 години той пътува навсякъде. В Африка Волф посетил Египет и Абисиния. В Азия пропътувал Сирия, Персия, Бухара и Индия. Посетил САЩ, след като на отиване проповядва на остров Света Елена.
През август 1837 г. Волф дошъл в Ню Йорк. След като говорил в този град, той проповядвал във Филаделфия и Балтимор. После заминава за Вашингтон. Тук – казва той – по предложение на президента Адамс, в една от залите на конгреса ми бе предоставена на разположение за една проповед. Присъстваха всички духовници. Истинска почит ми бе оказана от управителите на щата Ню Джърси и Пенсилвания, в чието присъствие държах лекции върху моите изследвания в Азини и върху личното управление на Христа.
Йосиф Волф пропътувал нецивилизованите страни без закрилата на някое правителство. Той преживял много трудности и бил заобиколен от безброй опасности. Получавал е удари с пръчки по ходилата, трябвало е да гладува, бил е продаван като роб и три пъти осъждан на смърт. Нападан от разбойници и понякога едва не е умирал от жажда и глад. При един случай му обрали всичко, което имал. Трябвало да върви пеша стотици километри през планина. Снегът го шибал право в лицето, а босите му крака били вдървени от студ.
При своите пътувания той срещнал учението за скорошното идване на Христа в Бухара в едно отдалечено племе. Арабите на Йемен притежават една книга наречена Сеера, която дава осветление за Христовото пришествие и неговото царуване в слава. Те очакват, че в 1840 година ще станат големи събития
В Йемен аз прекарах 6 дни с Рихавовите потомци. Те не пият вино нито садят лозя. Живеят в шатри. Размишляват върху думите на Йонадав, синът на Рихав. При тях се намираха израилтяни от племето на Дан, които заедно с Рихавовците очакваха скорошното идване на Месия в небесните облаци. (Е. Вайт, „Великата борба“)
Когато го предупреждавали да не отива невъоръжен между диви и враждебни племена, той обяснявал, че е въоръжен с „щит“, а именно – с молитвата, ревността за Христос и доверието в Неговата помощ. Той често казвал: Аз имам също любовта към Бога и към моя ближен в сърцето си и Библията в ръката си (Е. Вайт, „Великата борба“)